# Sorpesee
Sorpesee – jezioro w Niemczech. Powierzchnia tego jeziora wynosi 3,3 km². Jezioro położone jest w kraju związkowym Nadrenia Północna-Westfalia w powiecie Hochsauerland.